# Levitating
"Levitating" é uma canção da cantora britânica Dua Lipa, gravada para seu segundo álbum de estúdio, Future Nostalgia (2020). Foi composta por Lipa, Clarence Coffee Jr., Sarah Hudson e Stephen Kozmeniuk, e produzida por Koz e Stuart Price. É uma canção electro-disco e nu-disco. Incorpora elementos de dance-pop, pop-funk, power pop e space rock, bem como estilos pop e R&B dos anos 1970, 1980 e 1990. A letra descreve a ideia de "levitar" quando se apaixona, com várias referências do espaço sideral.
Um remix de "Levitating" da DJ estadunidense The Blessed Madonna com Madonna e Missy Elliott foi lançado para download digital e streaming em 13 de agosto de 2020 como o primeiro single do álbum de remixes de Lipa e The Blessed Madonna, Club Future Nostalgia (2020). Um segundo remix com o rapper estadunidense DaBaby foi lançado para os mesmos formatos em 1 de outubro de 2020 em promoção da edição bônus de Future Nostalgia, como o quinto single do álbum. O remix foi enviado para rádios mainstream estadunidenses em 6 de outubro de 2020, servindo como o terceiro single do álbum no país. "Levitating" alcançou a 5ª posição no UK Singles Chart e a 2ª na Billboard Hot 100, tornando-se o sétimo single no top 3 de Lipa no Reino Unido e o segundo nos Estados Unidos. Também alcançou a 3ª posição na Billboard Global 200. A canção recebeu certificação de Platina no Reino Unido pela British Phonographic Industry (BPI).
"Levitating" foi promovido com o lançamento de dois videoclipes, um para cada um de seus respectivos remixes. O videoclipe dirigido por Will Hooper para o remix de The Blessed Madonna foi filmado em Londres e Atlanta e tem como tema "o amor conquista tudo". Ele vê muitas pessoas sob a influência de um planeta misterioso e obcecado por um símbolo semelhante a um labirinto. O vídeo foi elogiado por suas imagens míticas. O remix de DaBaby recebeu um videoclipe dirigido por Warren Fu e criado em parceria com a plataforma TikTok. O vídeo é centrado em torno de Lipa e DaBaby dançando em um elevador em estilo art déco, com muitos usuários de TikTok. Lipa promoveu o single com apresentações ao vivo no The Graham Norton Show, no American Music Awards de 2020 e no Saturday Night Live.

## Antecedentes e composição
Após definir o nome de seu segundo álbum de estúdio, o Future Nostalgia, Dua Lipa começou a trabalhar de maneira contrária, definindo primeiro o nome e em seguida, o som que desejava. Pouco depois de decidir o nome, "Levitating" foi escrita. É uma das primeiras faixas gravadas a serem colocadas na versão final do álbum. A canção foi escrita por Lipa com seus amigos e colaboradores de longa data Clarence Coffee Jr. de The Monsters & Strangerz, Sarah Hudson e Stephen Kozmeniuk, sendo o último, também responsável pela produção. Antes de ir para o estúdio, Kozmeniuk passou algumas semanas pensando em ideias para reproduzir em estúdio, pensando que seria legal criar uma faixa "disco-furtiva". Dua Lipa enviou-lhe algumas notas e coisas que a inspiraram, que se tornaram a ideia de misturar o antigo com o novo. Kozmeniuk achou que a melhor maneira de tornar possível essa ideia era com a utilização de instrumentos antigos, um dos quais era um sintetizador Roland VP-330, que ele procurava há mais de sete anos. Depois de enviar o sintetizador de Tóquio para Toronto, ele conectou e começou a tocar. Ao tocar, o que ele descreveu como um "som de coro sintético", mais tarde se transformou na linha de sintetizador da música. Ele repetiu o som e começou a construir a música em torno dele, incluindo a criação de um som de corda analógia, feita utilizando o Roland VP-330
"Levitating" foi escrita e gravada em uma sessão de estúdio no Sarm West Studios, em Notting Hill, Londres, com os quatro compositores. Eles começaram a sessão com Sarah Hudson realizando uma leitura de tarô para que todos os escritores soubessem o que estava a acontecer em suas vidas. Lipa se lembra de "muda a energia da sala". Kozmeniuk então começou a tocar algumas faixas que havia criado pensando para a Dua. "Levitating" foi uma das primeiras faixas que ele tocou e todos os compositores concordaram que seria a única a escrever. Dua Lipa pegou o aplicativos de gravação de voz em seu celular e começou a líderar a música cantando uma melodia, inventando-a durante o caminho e Coffee, mais tarde, melhorando. Eles tinham a aparência de estar em um filme de Austin Powers, com Mike Myers fazendo uma dança aleatória para a música, o que ajudou a dar-lhes um clima enquanto escreviam as letras. A sessão terminou com os colaboradores pedindo donuts e 'levitando' com o açucar. Eles imediatamente começaram a escrever sobre isso, com uma sensação boa. Eles decidiram incluir "sugarboo" como uma ode à sua amizade, pois era algo que eles chamavam um ao outro como uma piada. Lipa também decidiu adicionar um rap para transmitir seu lado britânico, pois ela frequentemene se confunde de onde ela realmente é.
Lipa começou gravando os vocais principais, e posteriormente alguns backing vocals e vocais com todos os colaboradores. Eles criariam diferentes personas com diferentes vocais cada vez que o gravassem. Dua lembrou que ela e seus co-escritores estavam dançando durante toda a composição da música, ainda que estivessem enfrentando um bloqueio criativo, e produção. Depois de terminar a música, Lipa pediu a ajuda de Stuart Price. Ele deixou a faixa mais "bounce" e ajudou com o groove do baixo. Ele também incorporou um sintetizador de drone agudo como um tropo disco e uma parte de corda no pré-refrão. Mais tarde, Koz também contou com a ajuda de Bosko Electrospit Kante . "Levitating" ajudou a ditar como o Future Nostalgia soaria e onde Dua Lipa pensava que a sua ideia fazia sentido, pois havia elementos de "futuro" e "nostalgia". Ela chamou essa faixa como ponto de partida do álbum.

## Lançamento e promoção
"Levitating" foi lançada em 27 de março de 2020 como a quinta faixa do segundo álbum de estúdio de Lipa, Future Nostalgia. Em agosto de 2020, Lipa confirmou que a canção serviria como o quinto single oficial do álbum. Foi enviada para estações de rádios mainstream da Itália e do Reino Unido em 13 de agosto e 23 de setembro de 2020, como single promocional. Em 25 de setembro de 2020, DaBaby confirmou em uma entrevista à Capital FM que teve uma colaboração com Lipa saindo em breve. Mais tarde naquele dia, Lipa anunciou que um remix de "Levitating" com DaBaby seria lançado uma semana depois. Ele foi lançado em 1 de outubro de 2020, para download digital e streaming. O remix foi posteriormente adicionado às três edições de Future Nostalgia: a edição bônus que foi lançada junto com a canção, a edição digital lançada em 29 de outubro de 2020, e a edição de CD francês lançada em 20 de novembro de 2020.
O remix foi enviado para estações de rádios mainstream nos Estados Unidos em 6 de outubro de 2020, servindo como o terceiro single do álbum no país. Ele também foi enviado para estações de rádios mainstream na Itália e no Reino Unido em 2 de outubro e 9 de outubro de 2020, respectivamente. A versão original foi enviada para estações de rádios adult contemporary no Reino Unido em 17 de outubro de 2020. O remix também iria ser enviado para estações de rádios adult contemporary nos Estados Unidos em 19 de outubro de 2020, mas acabou sendo substituído pela original. Devido à parceria de videoclipes com o TikTok, o aplicativo lançou campanha publicitária mundial com promoção em diversos canais de mídia digital e social, bem como na Times Square de Nova Iorque e sites de destaque em cidades da Europa. O aplicativo também lançou o desafio #Levitating, onde Lipa convidou os fãs a usarem o recurso de movimento lento do TikTok para mostrar suas habilidades de levitação. A canção foi promovida com um filtro do Instagram no aplicativo. Lipa e Koz deram uma entrevista sobre a criação da canção no 194º episódio do podcast Song Exploder, lançado em 7 de outubro de 2020. Também foi incluído no anúncio de TV de Natal de 2020 de Morrisons. A canção foi usada durante o 46º People's Choice Awards em 15 de novembro de 2020. A canção foi incluída em um vídeo promocional para a Temporada da NBA de 2020-21. Joe Biden e Kamala Harris o usaram em uma lista de reprodução de apoio à posse.

## Composição
"Levitating" é uma música electro-disco onde ele foi comparado com Lipa com As Spice Girls. A música apresenta uma "linha de baixo gomosa" e "aplausos sincopados", onde Lipa canta sobre um amor que é "escrito nas estrelas". Foi composta na tecla  F♯menor com um ritmo de 103 batimentos por minuto. A ponte tem um Lipa rap inspirado Blondie. Em termos de letra, tem um tema espacial geral, com muitas referências ao espaço sideral.

## Alegação de plágio
Em março de 2022, o TMZ noticiou que a banda americana Artikal Sound System tinha aberto um processo judicial contra Dua Lipa, por "Levitating" alegedamente plagiar vários elementos de uma faixa da banda, "Live Your Life", lançada em 2017.

## Desempenho nas tabelas musicas
| Tabela musical (2020–2021)                    | Melhor posição |
| --------------------------------------------- | -------------- |
| Alemanha (Offizielle Deutsche Charts)         | 18             |
| Argentina (Argentina Hot 100)                 | 24             |
| Austrália (ARIA)                              | 4              |
| Áustria (Ö3 Austria Top 75)                   | 12             |
| Bélgica (Ultratop 50 da Valônia)              | 27             |
| Bélgica (Ultratop 50 de Flandres)             | 32             |
| Bolívia (Monitor Latino)                      | 17             |
| Brasil (Top 100 Brasil)                       | 67             |
| Bulgária (PROPHON)                            | 1              |
| Canadá (Canadian Hot 100)                     | 1              |
| Canadá (Billboard AC)                         | 1              |
| Canadá (Billboard CHR/Top 40)                 | 1              |
| Canadá (Billboard Hot AC)                     | 1              |
| Comunidade dos Estados Independentes (Tophit) | 17             |
| República Checa (Rádio Top 100)               | 9              |
| República Checa (Singles Digitál Top 100)     | 2              |
| Colômbia (Monitor Latino)                     | 8              |
| Croácia (HRT)                                 | 1              |
| Dinamarca (Hitlisten)                         | 9              |
| Escócia (Scottish Singles Chart)              | 13             |
| Eslováquia (Rádio Top 100)                    | 23             |
| Eslováquia (Singles Digitál Top 100)          | 23             |
| Eslovênia (SloTop50)                          | 24             |
| Espanha (PROMUSICAE)                          | 71             |
| Estados Unidos (Billboard Hot 100)            | 2              |
| Estados Unidos (Billboard Adult Contemporary) | 8              |
| Estados Unidos (Billboard Adult Top 40)       | 2              |
| Estados Unidos (Billboard Mainstream Top 40)  | 4              |
| Estados Unidos (Billboard Rhythmic)           | 22             |
| Europa (Billboard Euro Digital Song Sales)    | 6              |
| Finlândia (Suomen virallinen lista)           | 12             |
| França (SNEP)                                 | 26             |
| Mundo (Billboard Global 200)                  | 4              |
| Grécia (IFPI)                                 | 3              |
| Hungria (Dance Top 40)                        | 3              |
| Hungria (Rádiós Top 40)                       | 16             |
| Hungria (Single Top 40)                       | 14             |
| Hungria (Stream Top 40)                       | 2              |
| Irlanda (IRMA)                                | 4              |
| Itália (FIMI)                                 | 41             |
| Japão (Billboard Japan Hot Overseas)          | 12             |
| Líbano (Lebanese Top 20)                      | 10             |
| Lituânia (AGATA)                              | 6              |
| Macedônia (Radiomonitor)                      | 15             |
| Malásia (RIM)                                 | 8              |
| Malta (Radiomonitor)                          | 1              |
| México (Billboard Mexico Airplay)             | 15             |
| Noruega (VG-lista)                            | 7              |
| Nova Zelândia (Recorded Music NZ)             | 5              |
| Países Baixos (Dutch Top 40)                  | 20             |
| Países Baixos (Single Top 100)                | 23             |
| Polónia (Polish Airplay Top 100)              | 3              |
| Portugal (AFP)                                | 15             |
| Reino Unido (UK Singles Chart)                | 5              |
| Rússia (Tophit Airplay)                       | 24             |
| Singapura (RIAS)                              | 7              |
| Suécia (Sverigetopplistan)                    | 20             |
| Suíça (Schweizer Hitparade)                   | 13             |

## Certificações
| Região (Empresa) | Certificação | Vendas/Streams |
| --- | ------------ | -------------- |
| México | 6× Diamante  | 1,800,000‡     |
| Canadá (MUSIC CANADA) | Diamante     | 800.000‡       |
| França (SNEP) | Diamante     | 333.000‡       |
| Brasil (Pró-Música Brasil) | Diamante     | 160.000‡       |
| Austrália (ARIA) | 8× Platina   | 560.000‡       |
| Nova Zelândia (RMNZ) | 5× Platina   | 150.000‡       |
| Estados Unidos (RIAA) | 4× Platina   | 4.000.000‡     |
| Polónia (ZPAV) | 4× Platina   | 80.000‡        |
| Reino Unido (BPI) | 3× Platina   | 1.800.000‡     |
| Dinamarca (IFPI DIN) | 2× Platina   | 180,000        |
| Itália (FIMI) | 2× Platina   | 140.000‡       |
| Noruega (IFPI Norway) | 2× Platina   | 120.000‡       |
| Finlândia | 2× Platina   | 20,000         |
| Lituânia | 2× Platina   | 20,000*        |
| Portugal (AFP) | 2× Platina   | 20.000‡        |
| Grécia | 2× Platina   | 12,000         |
| Alemanha (BVMI) | Platina      | 400.000‡       |
| Espanha (PROMUSICAE) | Platina      | 40.000‡        |
| Bélgica (BEA) | Ouro         | 20.000‡        |
| *vendas baseadas apenas na certificação ^distribuições baseadas apenas na certificação ‡vendas+valores de streaming baseados apenas na certificação |              |                |

## Histórico de lançamento
| Local  | Data                | Formato                    | Gravadora | Ref.    |
| ------ | ------------------- | -------------------------- | --------- | ------- |
| Vários | 27 de março de 2020 | Download digital streaming | Warner    | [ 102 ] |

## Remix de The Blessed Madonna
Um remix de "Levitating" por The Blessed Madonna foi lançado através Warner Records como primeiro single do primeiro álbum de remixes de Lipa Club Future Nostalgia: The Remix Album em 13 de agosto de 2020.

### Antecedentes
Em 30 de junho de 2020, o empresário de Lipa, Ben Mawson, revelou em uma entrevista à Music Week que eles estavam tentando criar uma colaboração entre Lipa e Madonna. O álbum Future Nostalgia foi fortemente influenciado por Madonna e Stuart Price, que coproduziu o décimo álbum de estúdio de Madonna, Confessions on a Dance Floor (2005) e também foi responsável pela produção de "Levitating". Em 27 de julho de 2020, Lipa anunciou o remix de The Blessed Madonna, com Madonna e Missy Elliott. A canção foi lançada como o primeiro single do álbum de remixes do Lipa Club Future Nostalgia: The Remix Album.

### Históricos de lançamentos
| Região      | Data                 | Formato(s)                 | Gravadora(s)     | Ref.    |
| ----------- | -------------------- | -------------------------- | ---------------- | ------- |
| Várias      | 13 de agosto de 2020 | Download digital streaming | Warner           | [ 106 ] |
| Itália      | 13 de agosto de 2020 | Rádios mainstream          | Warner           | [ 107 ] |
| Reino Unido | 21 de agosto de 2020 | Vinil                      | We Still Believe | [ 108 ] |